# Larguirucho (personaje)
Larguirucho es un personaje creado  por el dibujante y animador Manuel García Ferré y el historietista Héctor Torino en torno al año 1955. Debe su nombre a su aspecto alto, sordo y desgarbado. Se trata de un bonachón de barrio típico de parte de la cultura argentina. Es uno de los personajes más importantes y populares del universo García Ferré, que ha tenido su propia tira de historietas y también ha protagonizado como personaje secundario la serie animada Las aventuras de Hijitus y la gran mayoría de películas producidas por la misma factoría.

## Concepción y características del personaje
Larguirucho originalmente era un despistado y torpe ratón junto con Pucho y Serrucho, aliados del villano profesor Neurus dentro de la historieta de Hijitus. Posteriormente el personaje fue evolucionando y adquiriendo un aspecto más antropomorfo hasta lograr su estética actual, donde se lo ve vistiendo poleras y gorras estilo flat cap como si se tratase de un humano con la característica facial de tener una verruga en la nariz. Al ser un personaje polifacético que ha aparecido bajo distintos roles en películas e historietas, su vestimenta ha igualmente variado acorde a la ocasión, aunque sus rasgos más característicos lo representaban vistiendo amplias poleras en color amarillo o rojo, con cuello doblado y mangas largas que le cubren las manos, pantalón y gorra de color rojo.
Su personalidad es la de un torpe, ingenuo y simpático bonachón que a veces precisamente por su poca agudeza intelectual se alía con los villanos y en otras con los buenos, aunque finalmente termina convirtiéndose en uno de los principales aliados de Hijitus en su lucha contra el mal, desempeñándose también en algunas ocasiones como su abogado defensor. 
Larguirucho suele vivir en una casa prefabricada en las afueras de Trulalá, trabajando ocasionalmente como changarín y metiéndose en todo momento en diversas situaciones cómicas y grotescas, concebidas como desventuras, en las cuales él integra el arquetipo del antihéroe. Es aficionado al fútbol y suele enfatizar algunas de sus ideas cantándolas como si estuviese en la hinchada de un partido de fútbol y acompañándose con golpes de un bombo.
Pese a que Larguirucho lleva una vida poco organizada y con carencias económicas, se convierte en un amigo íntimo de Oaky, hijo del magnate Gold Silver. Posteriormente Larguirucho tomaría bajo su tutoría a Raimundo, un niño rebelde y desamparado que vivía en un orfanato. Larguirucho se caracteriza también por ser una persona muy insegura y frecuentemente recela de sus amistades más cercanas. En la serie televisiva, cuando Anteojito se muda por un tiempo a vivir en Trulalá convirtiéndose en vecino de Hijitus, esto despierta unos insanos celos en Larguirucho que piensa que su amistad con Hijitus se verá vulnerada y trata de asustar a Anteojito y Antifáz para que regresen a Villa Trompeta. Los celos de Larguirucho serían una de sus características personales recurrentes junto a su torpeza, ingenuidad y buen humor.

### Frases recurrentes
Además de cantar refranes o ejercer de juglar, al llamarlo por su nombre Larguirucho, suele responder "blá más fuerte que no te escucho" (Habla más fuerte que no te escucho). Esto último pareciera a veces reflejar cierta sordera de su parte. Ante el miedo o el dolor suele emitir una onomatopeya similar a "jujujajujaju".

## La voz de Larguirucho
Para cuando el personaje fue elegido para ser llevado a la pantalla, en la serie de TV de Hijitus, García Ferré convocó al artista de voces Pelusa Suero para doblar a varios de los protagonistas.de la misma. Pelusa Suero fue el verdadero autor de las voces que realizó en la serie. Para con Larguirucho, Suero consideraba que era quien mejor se influenciaba por la forma y la psicología. Al ver al dibujo, Suero consideró que alguien con un tamaño de dientes incisivos como los de Larguirucho, tenían que necesariamente hacer que su voz sonase diferente, por lo tanto el actor al hablar colocaba su labio inferior detrás de los incisivos al mismo tiempo que trataba de concebir cómo sonaría alguien con una personalidad un tanto despistada.

## Trayectoria editorial
Larguirucho aparece como personaje protagónico en Las aventuras de Hijitus dentro de la revista Antifáz, donde formaba parte de la pandilla del profesor Neurus, el principal villano de la serie. Al mismo tiempo se convertía en un personaje omnipresente de la serie televisiva homónima de Hijitus, Posteriormente cuando la tira de Hijitus comenzó a publicarse de manera independiente en formato apaisado, Larguirucho también aparecería como uno de los personajes protagónicos aunque con un rol netamente secundario. Su primera aparición allí fue en el capítulo "Piedras de la luna". En la nueva tira de Hijitus, Larguirucho desempeñaba un oficio de cadete del profesor Neurus, el cual lo excluía permanentemente de sus planes motivo por el cual Larguirucho se sentía desplazado y buscaba la compañía de Hijitus.  En el capítulo "El ídolo blanco o la isla de Balú", Larguirucho se encuentra una herradura y tras pedir un deseo la arroja hacia atrás golpeando con la misma al comisario en su cabeza, el cual lo amenaza con recluirlo en una prisión de Ushuaia, aunque finalmente solo lo lleva a la comisaría en calidad de cebador de mate hasta que sane su contusión, por considerar a Larguirucho el mejor cebador de mate de la ciudad.
Tras este episodio, Larguirucho no vuelve a aparecer ni ser mencionado dentro de la historia de Hijtus, así como tampoco se le brindó al lector una explicación al respecto de su ausencia, como si el personaje jamás hubiese existido. Con el tiempo, la evolución de las historias de Hijitus hicieron que Trulalá se despoblara de muchos de sus personajes en un recurso que suele ser llamado "síndrome de Chuck Cunninham".
La razón de que Larguirucho desapareciera dentro de la tira de Hijitus pudo deberse a que el personaje ya había adquirido suficiente peso como para protagonizar su propia revista, la cual bajo el título de "Desventuras de Larguirucho" se había comenzado a publicar en esa misma época y con el mismo formato apaisado que la homónima tira de Hijitus motivo por el cual los productores no permitieron que Larguirucho siguiera apareciendo como un personaje secundario en otra historieta.
Cuando la tira "Desventuras de Larguirucho" al igual que "Aventuras de Hijitus" llegaron a su edición número 100 en 1975, ambos personajes aparecieron juntos nuevamente, estrechándose las manos, en una publicidad con motivo de agradecimiento a los lectores por ese hito editorial. Sin embargo, ambos personajes no volverían a reunirse dentro de una historia conjunta hasta la década de 1990. 
A comienzos de los 80s Larguirucho cambió de estilo y tuvo una discreta tirada como revista de chistes cortos en un formato similar al que ofrecía la revista Condorito.  Tras la cancelación de esta última edición, Larguirucho regresó en los 90s junto a su amigo Hijitus como uno de los protagonistas de la tira, dentro de la revista educativa y de apoyo escolar Anteojito, siendo su última aparición en la última tirada de la revista, en un capítulo llamado "El clon virtual".

## Apariciones en los medios
Larguirucho es un personaje recurrente en prácticamente toda la producción de Manuel García Ferré ya sea como personaje protagónico o de reparto. Ha formado parte de los ciclos televisivos de El club de Hijitus y su posterior Club de Anteojito y Antifáz ya sea representado por un actor con disfraz o como títere, así como también en su versión animada en diversas películas. Asimismo el personaje ha formado parte de distintos tipos de merchandising como golosinas, que incluyeron su propio chicle, bebidas y memorabilia.

### Historietas
- Antifáz[10]
- Las aventuras de Hijitus
- Desventuras de Larguirucho[21]
- Larguirucho[13]
- Revista Anteojito

### Ciclos televisivos
- El Club de Hijitus (ciclo televisivo infantil)[22][23]
- Larguirucho Press (programa infantil en formato de noticiero)[23]
- El Club de Anteojito y Antifáz (ciclo televisivo infantil)[24][25]
- Las aventuras de Hijitus (serie de TV)[26]

### Publicidades
- Publicidad de Las aventuras de Hijitus de 1967[27]
- A dormir (Corto de García Ferré con Larguirucho, Hijitus y Oaky de los 60s)[28]
- A dormir (Corto de Garcia Ferre emitido por el canal ATC en los 80s)[29]
- Crush (publicidad de 1976 de la bebida gaseosa Crush)[30]

### Películas
- Trapito
- Ico el caballito valiente
- Manuelita
- Corazón las alegrías de Pantriste
- Soledad y Larguirucho[31]

## Larguirucho en la cultura popular
El 21 de septiembre del 2012 se inauguró en el paseo de la historieta del barrio porteño de Monserrat, una escultura dedicada a Larguirucho realizada por el artista Pablo Irrgang.